# Sylvia R. Mata
Sylvia R. Mata es una defensora social, líder comunitaria, economista y editora de columna ecuatoriana. Es la presidenta del Consejo de Arte y Educación de Queens de la Liga de Ciudadanos Latinoamericanos Unidos (LULAC) y vicepresidenta de NYS LULAC para mujeres. También es la fundadora y vicepresidenta de ArteLatAm; una organización artística con sede en Queens, Nueva York. 

## Biografía
Sylvia R. Mata se graduó con una licenciatura en Economía y Estadística de la Universidad Central del Ecuador. Posteriormente obtuvo su maestría en Administración de Empresas y Marketing en IE Business School. Vive en Nueva York desde hace casi 23 años con su familia. 

## Carrera profesional
Como presidenta de una de las ramas de la organización de derechos civiles hispanos/latinos más grande y antigua de los Estados Unidos, Mata tiene una amplia experiencia en la defensa del bienestar de la diáspora hispana/latina en Nueva York. Ha luchado por la educación, las oportunidades de atención médica, la conciencia financiera, las sesiones de servicios de inmigración y las artes. Se unió a la Liga de Ciudadanos Latinoamericanos Unidos en 2011 y ha estado trabajando para la organización desde entonces. Como vive en Nueva York, sus múltiples enfoques para ayudar a los inmigrantes latinoamericanos en la ciudad la llevaron a convertirse en presidenta del consejo de arte y educación de la organización. A través de su posición como presidenta, se ha asociado con una variedad de organizaciones públicas, privadas y sin fines de lucro para brindar becas, conferencias y talleres principalmente sobre educación y desarrollo profesional. Tres años después de unirse a la organización, luego de mostrar una destacada devoción por la comunidad latina dentro de su puesto, fue elegida como la vicepresidenta de LULAC New York State for Women. 
En 2016, fundó ArteLatAm junto con su cofundador, Carlos Torres-Machado. ArteLatAm es una organización artística que trabaja para aumentar la visibilidad y el reconocimiento de los artistas visuales latinoamericanos en todo el mundo, brindándoles las herramientas y habilidades que necesitan para prosperar. La organización desarrolla tres programas desarrollados en educación y desarrollo e inversión artística; Los programas se ejecutan en cualquier parte del mundo y están disponibles en inglés y español. Ofrece asesoramiento en línea, 30 minutos por Skype para contactar con profesionales. 
Antes y mientras se involucraba con ArteLatAm, Mata produjo varias exhibiciones de arte y proyectos culturales. Su liderazgo dentro de la organización ha creado colaboraciones de larga data con personas designadas por políticos, funcionarios públicos y representantes internacionales latinoamericanos. 
Además de su campo de especialización, se ha desempeñado como editora de columna local para el periódico QueensLatino. Sus artículos se centran en la salud pública, la inmigración y la educación. Uno de ellos llamó: La responsabilidad está en todos los latinos.